# 한국의 강

한국의 주요 강

한국의 하천은 분수령이 동해안 쪽으로 치우쳐 있어서 동해로 흘러드는 하천은 짧고 급류가 많으나, 서쪽 또는 서남쪽으로 흐르는 하천은 완만하고 길다. 대개 하천은 노년곡과 준평원상을 흘러 경사가 극도로 완만한 평형 하천을 이루며, 오랫동안의 침식으로 중류와 하류에 침식 분지와 범람원·자연제방 등이 발달하고, 상류에는 하안단구를 이루는 곳이 많다. 계절에 따른 강수량 분포가 고르지 못하여 우량의 변화가 매우 커서 하천의 개발 이용이 곤란하며 특히 하기의 집중적인 호우로 화강암 산지에서 풍화된 토사의 유출이 많아 이것이 하저에 퇴적되어 하상을 높여 잦은 홍수를 유발한다.

## 하천 구분
대한민국에서 하천은 하천법에 의한 국가하천과 지방하천, 그리고 소하천정비법에 의한 소하천으로 구분하고 있다.
국가하천
국가하천은 국토보전상 또는 대한민국 국민 경제상 중요한 하천으로, 국토교통부장관이 아래 사항 중 하나에 해당하면 국가하천으로 지정하여 관리하고 있다.
1. 유역면적 합계가 200km2 이상인 하천
2. 다목적댐의 하류 및 댐 저수지로 인한 배수영향이 미치는 상류의 하천
3. 유역면적 합계가 50km2 이상 200km2 미만인 하천으로서 다음 각 목의 어느 하나에 해당하는 하천
  1. 인구 20만명 이상의 도시를 지나거나 범람구역 안의 인구가 1만명 이상인 지역을 지나는 하천
  2. 다목적댐, 하구둑 등 저수량 500만m3 이상의 저류지를 갖추고 국가적 물 이용이 이루어지는 하천
  3. 상수원보호구역, 국립공원, 유네스코 생물권 보전지역, 문화재보호구역, 생태·습지보호지역을 지나는 하천
4. 범람으로 인한 피해, 하천시설 또는 하천공작물의 안전도 등을 고려하여 대통령령으로 정하는 하천

하천법 7조 2항 4호의 대통령령으로 정하는 하천은 다음 각 호의 사항을 고려하여 국토교통부 장관이 정하여 고시하는 기준에 해당하는 하천이다.
1. '수자원의 조사, 계획 및 관리에 관한 법률'에 따른 홍수 위험지도 및 하천유역수자원관리계획
2. 자연재해대책법에 따른 재해지도
3. 최근 10년 간 홍수피해 이력 및 규모

지방하천
지방하천은 지방의 공공이해와 밀접한 관계가 있는 하천으로서 시장 또는 도지사가 그 명칭과 구간을 지정하는 하천을 말하며, 시장 또는 도지사가 하천을 관리한다.
지방하천을 지정할 때는 국가하천과 연결될 경우 국가하천의 종점과 지방하천의 기점이 일치해야 하며, 지방하천이 다른 지방하천과 연접할 경우 연접하는 다른 지방하천의 기점과 종점이 일치해야 한다. 또한 하나의 하천을 2개 이상의 명칭으로 지정할 수 없으며, 공유수면의 매립 등으로 해안선이 변경될 경우 하천의 종점이 변경된다. 만약 기존 지방하천이 국가하천으로 지정될 경우 지방하천의 효력을 잃게 된다.
소하천
소하천은 국가하천 또는 지방하천으로 지정되지 않은 하천으로, 일시적이 아닌 유수(流水)가 있거나 또는 있을 것이 예상되는 구역으로서 평균 하천 폭이 2m 이상이고 시점에서 종점까지 전체길이가 500m 이상인 하천을 말한다. 소하천은 국가하천과 지방하천과 달리 하천법의 적용을 받지 않으며 소하천 만을 다루는 소하천정비법을 따른다. 소하천의 지정은 특별자치도지사, 시장, 군수 또는 자치구 구청장이 할 수 있으며, 만약 기존 소하천을 특별시장, 광역시장, 도지사 또는 특별자치도지사가 지방하천으로 지정할 경우 소하천의 효력을 잃게 된다.

## 하천기본계획
대한민국 하천법 25조에 따라 하천관리청은 자신이 관할하는 하천에 대해 대통령령으로 정하는 바에 따라 10년 단위로 하천기본계획을 수립해야 한다. 여기에 들어가는 내용은 하천 이용, 자연친화적 관리, 보전에 필요한 기본사항들이다. 구체적으로는 아래와 같다.
1. 하천기본계획의 목표
2. 하천의 개황(槪況)에 관한 다음 각 목의 사항
  1. 유역의 특성 등 일반현황
  2. 강우ㆍ기상 등 자연조건
  3. 하천의 수질 및 생태
  4. 수해 및 가뭄의 피해현황
  5. 하천수의 이용현황
  6. 하천유역의 지형ㆍ지물 등을 파악하기 위한 측량기준점에 관한 사항
3. 제방ㆍ댐ㆍ저류지ㆍ홍수조절지ㆍ방수로 등 홍수방어시설의 홍수방어계획
4. 토지이용계획 등에 따른 홍수방어계획
5. 홍수방어계획의 연차별 시행 방안
6. 하천공사의 시행에 관한 다음 각 목의 사항
  1. 기본홍수량(제방ㆍ댐ㆍ저류지ㆍ홍수조절지ㆍ방수로 등 홍수방어시설의 홍수조절계획을 반영하지 아니한 자연상태의 홍수량을 말한다) 및 홍수량의 배분에 관한 사항
  2. 계획홍수량
  3. 계획홍수위
  4. 계획하폭 및 그 경계
  5. 하도(河道)와 유황(流況)의 개선
7. 하천구역 및 홍수관리구역의 결정을 위한 기초자료의 제공에 관한 사항
8. 자연친화적 하천 조성에 관한 사항
8의2. 법 제84조제1항에 따른 폐천부지등의 보전 및 활용에 관한 사항
9. 그 밖에 하천의 환경보전과 적절한 이용에 관한 사항

## 홍수
2020년 8월 기준, 전국 홍수 피해의 98%는 소하천에서 발생한다. 2018년 12월 31일 기준, 지방하천 정비율은 48.07%이며 지방정부가 관리하는데 예산 부족으로 느리게 진행되고 있다. 2018-2019년 수해를 입은 하천 중 98.4%는 지방하천이었다. 2018년 12월 31일 기준 국가하천 정비율은 81.41%이다.

## 주요 하천
- 길이 순
  - 압록강 (808km)
  - 두만강 (525km)
  - 낙동강 (517km)
  - 한강 (514km)
  - 대동강 (430km)
  - 금강 (401km)
  - 섬진강 (212km)

## 흐르는 방향별 하천
| - 황해로 흐르는 강 - 금강 - 대동강 - 보통강 - 합장강 - 남강 (평안남도) - 예성강 - 한다리내 - 정자천 - 루천 - 오조천 - 재령강 - 동진강 - 만경강 - 발안천 - 안성천 - 압록강 - 영산강 - 황룡강 - 임진강 - 한탄강 - 청천강 - 대령강 - 한강 - 경안천 - 능원천 - 양지천 - 운학천 - 공릉천 - 나진포천 - 남한강 - 섬강 - 복하천 - 청미천 - 달천 - 동강 - 서강 - 평창강 - 북한강 - 홍천강 - 소양강 - 안양천 - 도림천 - 중랑천 - 청계천 - 창능천 - 탄천 - 양재천 - 여수천 - 분당천 - 풍덕천 | - 동해로 흐르는 강 - 관성천 - 금야강 - 남강 - 남대천 - 두만강 - 북대천 - 성천강 - 수성천 - 신명천 - 어랑천 - 어물천 - 방방천 - 오십천 - 왕피천 - 외황강 - 청량천 - 두왕천 - 남천 - 장안천 - 용소천 - 정자천 - 무룡천 - 태화강 - 국수천 - 대곡천 - 구량천 - 미호강 - 동천강 - 송정천 - 동천 - 명촌천 - 양정천 - 진장천 - 무법천 - 상천천 - 작천천 - 가천천 - 여천천 - 척동천 - 하서천 - 형산강 - 기계천 - 북천 - 회야강 - 남창천 - 대북천 - 주남천 - 천곡천 - 효암천 - 화산천 | - 남해로 흐르는 강 - 남강 (경상남도) - 경호강 - 밀양강 - 서낙동강 - 영강 - 황강 - 섬진강 - 보성강 | - 만주 방향으로 흐르는 강 - 삼도백하 - 백두천 |

## 같이 보기
- 대한민국의 국가하천 목록

## 참고 자료
- 이 문서에는 다음커뮤니케이션(현 카카오)에서 GFDL 또는 CC-SA 라이선스로 배포한 글로벌 세계대백과사전의 내용을 기초로 작성된 글이 포함되어 있습니다.
- 이종형 외 (2010). 〈하천과 하천공학〉. 《하천공학》. 구미서관.